# الخطوط الجوية الشرقية الرحلة 537
كارثة طائرة ايسترن ايرلاينز رحلة رقم 537 ورقم التسجيل N88727 وهي من نوع دي سي 4 كانت في طريقها من بوسطن بولاية ماساتشوستس إلى واشنطن العاصمة في يوم 1 نوفمبر 1949. أما الطائرة الأخرى فهي من نوع لوكهيد P 38 وهي تابعة للحكومة البوليفية كانت تجري طيران تجريبي، وقد اصطدمت الطائرات ببعضهما البعض على ارتفاع 300 قدم وعلى بعد نصف ميل جنوب غربي طرف المدرج رقم 3 من مطار واشنطن الوطني، وقد مات جراء الحادث جميع ركاب طائرة الدي سي-4 وعددهم 55، بينما أصيب قائد الطائرة الأخرى بجروح خطيرة.
شهادة موظفي برج المراقبة المكلفين وقت الحادث قالوا بأن طائرة P-38 قد أقلعت بالتو من مدرج 3 فاتجهت يسارا جهة الشمال من البنتاغون، فدارت حول أرلنغتون، ثم عادت طالبة الإذن بالهبوط بسبب مشكلة بالمحرك. البرج سمح له بأن يدخل يسار مخطط العبور، ولكنه طار جنوب المطار ودخل على طول المدرج حيث طائرة ايسترن ايرلاينز رحلة 537 كانت لحظة الهبوط بالمرحلة الأخيرة، مما حدا بالبرج أن يطلب الطائرة المدنية أن تنحرف يسارا، والتي نفذت الأمر ولكن بدا ان الطائرة الأخرى (P-38) كانت أسرع من الدي سي 4 بالمرحلة الأخيرة وتخطت الأخرى ب 1/2 ميل جنوب غرب حاجز المدرج رقم 3.
انقسمت الدي سي4 إلى قسمين بواسطة مراوح ال P-38 عند مقدمة الحافة الخلفية للجناح. الجزء الخلفي من الطائرة المدنية وقع على الشاطئ الغربي لنهر بوتوماك، بينما القطع الأخرى وجدت بأرض سكة الحديد والخط السريع الذي يمر بقرب المحطة، أما الجزء الأمامي فقد سقط بالنهر، وكذلك طائرة اللوكهيد.
شهادة قائد طائرة P-38 تناقضت بشكل واضح مع أقوال البرج عندما تكلم مع محققي هيئة الطيران المدني. وإدعى بأنه أقلع من المدرج 36، وكان على اتصال مستمر مع البرج، واعطي له الأمر بوضوح للهبوط على مدرج 3 تحت إشارة نداء "Bolivian 927". ولكن عند مطابقة تلك الشهادة مع موظفي البرج وشهادة موظف برج المطار العسكري القريب حيث كان يستمع إلى المحادثة التي تمت ما بين الطائرة والبرج على نفس الموجة، قادت إلى أن قائد المقاتلة قد حذف بعض الكلمات من عنده، وقد اعتقد بأن اللغة كانت مشكلة وقادت إلى تلك الإشكالية ولكن لهجة الطيار بالإنجليزية كانت ممتازة. لذلك فقد قرر المحققون بأن سبب الحادث الرئيسي هو هبوط الطيار العسكري بطائرته بدون أمر واضح للهبوط من البرج، وكذلك فشله بالانتباه واليقظة الطبيعية عند الهبوط بالمدرج وعدم تنبيه طياري الطائرة المدنية قبل هبوطه خاصة باللحظات الحرجة الأخيرة، ولكن مع ذلك فإن الطائرة المدنية قد نبهت بوجود الطائرة العسكرية بالجوار ولكنها لم تستطع عمل شيء مناسب لتفاديها لتأخر التنبيه إليها.